# Vuotjärvi
Le lac Vuotjärvi (finnois : Vuotjärvi) est un lac à Kuopio en Finlande,.

## Présentation
Il a une superficie de 56,5 kilomètres carrés et une altitude de 95 mètres.
Le lac compte 259 îles.
Le niveau du lac Vuotjärvi est régulé.
Il se déverse dans l'Akonvesi par les centrales hydroélectriques de Juankoski et de Karjalankoski.